# Verenigd Koninkrijk op het Eurovisiesongfestival 1967

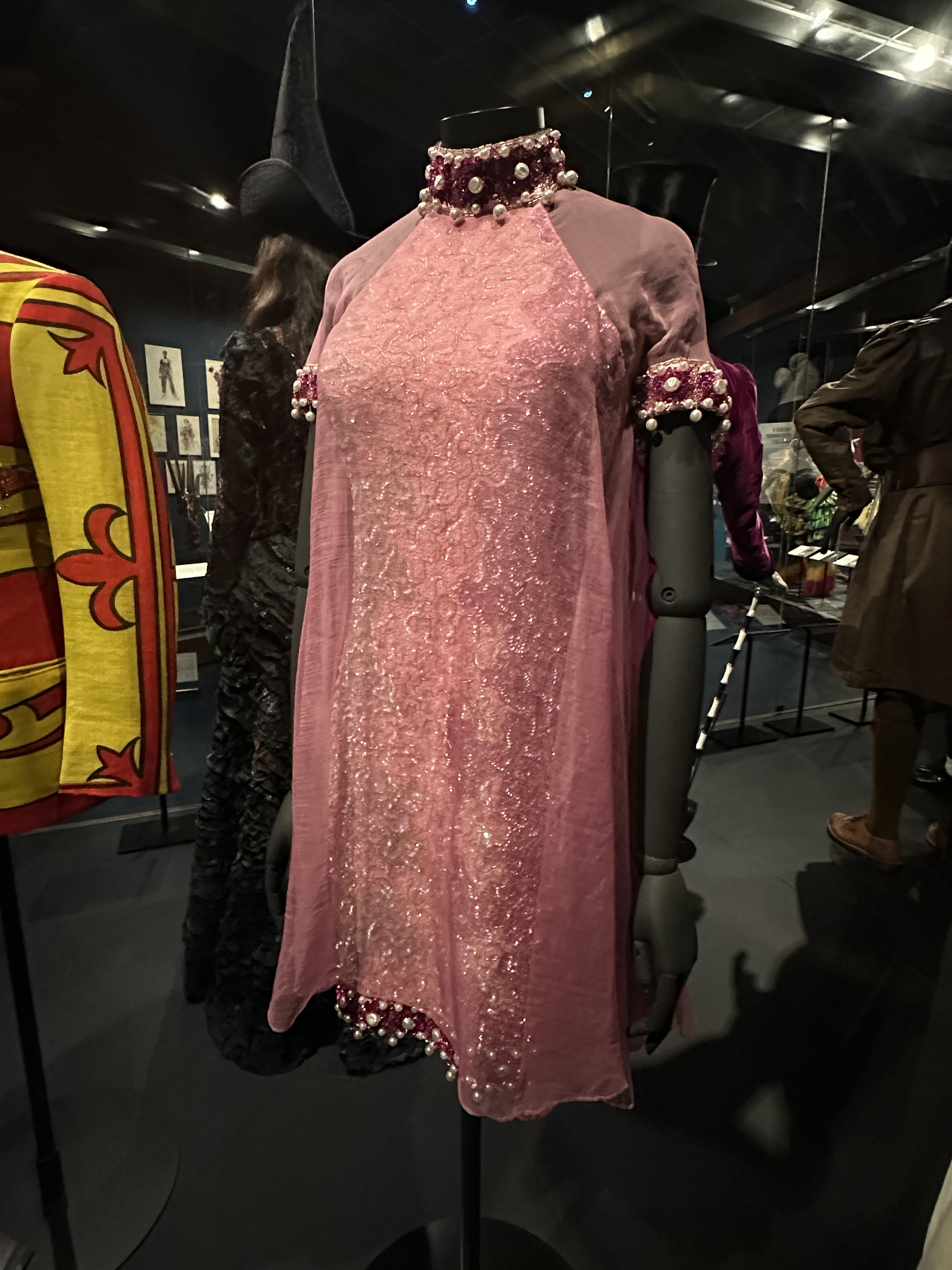
De door Sandie Shaw tijdens het Eurovisiesongfestival gedragen jurk.

Het Verenigd Koninkrijk deed in 1967 voor de tiende keer mee aan het Eurovisiesongfestival. 

## A Song for Europe 1967
De Britse omroep BBC vraagt Sandie Shaw om het Verenigd Koninkrijk te vertegenwoordigen op het Eurovisiesongfestival dat werd gehouden in Oostenrijk. In The Rolf Harris Show van de Australische muzikant en schilder Rolf Harris zingt Sandie vijf nummers, waarna het publiek mocht bepalen met welk lied Sandie naar Oostenrijk zal afreizen. Het winnende lied werd uiteindelijk Puppet on a String, dit lied werd geschreven door Bill Martin en Phil Coulter.
| Artiest                                       | Nummer                   | Plaats |
| --------------------------------------------- | ------------------------ | ------ |
| Sandie Shaw                                   | Tell The Boys            | 2      |
| Sandie Shaw                                   | I'll Cry Myself To Sleep | 3      |
| Sandie Shaw                                   | Had A Dream Last Night   | 4      |
| Sandie Shaw                                   | Puppet on a String       | 1      |
| Sandie Shaw                                   | Ask Any Woman            | 5      |
| Het overzicht volgt de volgorde van optreden. |                          |        |

Puppet on a String werd gekozen als inzending voor het Eurovisiesongfestival 1967.

## Op het Eurovisiesongfestival
Het Verenigd Koninkrijk trad als elfde aan in de finale, na België en voor Spanje.
Aan het einde van de puntentelling had het Verenigd Koninkrijk 47 punten verzameld, waarmee het als eerste eindigde van de 17 deelnemende landen. Dit was de eerste maal dat het VK het festival wist te winnen, daarvoor eindigde het land vaak op een tweede plaats en greep het daardoor steeds naast de overwinning. Pas in 1978 zou het land voor het eerst buiten de bovenste helft van het klassement eindigen.

### Puntentabel

#### Punten ontvangen door het Verenigd Koninkrijk
| 7 punten                           |
| ---------------------------------- |
| Frankrijk Noorwegen Zwitserland    |
| 5 punten                           |
| Luxemburg                          |
| 3 punten                           |
| Oostenrijk België Duitsland Monaco |
| 2 punten                           |
| Finland Italië Nederland           |
| 1 punt                             |
| Ierland Portugal Zweden            |

#### Punten gegeven door het Verenigd Koninkrijk
| 2 punten                          |
| --------------------------------- |
| Frankrijk Ierland Luxemburg       |
| 1 punt                            |
| België Duitsland Italië Nederland |

1957 · 1958 · 1959 · 1960 · 1961 · 1962 · 1963 · 1964 · 1965 · 1966 · 1967 · 1968 · 1969 · 1970 · 1971 · 1972 · 1973 · 1974 · 1975 · 1976 · 1977 · 1978 · 1979 · 1980 · 1981 · 1982 · 1983 · 1984 · 1985 · 1986 · 1987 · 1988 · 1989 · 1990 · 1991 · 1992 · 1993 · 1994 · 1995 · 1996 · 1997 · 1998 · 1999 · 2000 · 2001 · 2002 · 2003 · 2004 · 2005 · 2006 · 2007 · 2008 · 2009 · 2010 · 2011 · 2012 · 2013 · 2014 · 2015 · 2016 · 2017 · 2018 · 2019 · 2020 · 2021 · 2022 · 2023 · 2024 · 2025